# EMC Corporation
EMC Corporation (obecnie jako marka produktów Dell EMC) – byłe amerykańskie przedsiębiorstwo produkujące komputerowe systemy zarządzania i przechowywania danych.

## Działalność
Siedziba spółki zlokalizowana była w Hopkinton w amerykańskim stanie Massachusetts. EMC dostarcza głównie systemy do przechowywania danych cyfrowych. Jest dostawcą rozwiązań Enterprise Storage, czyli komputerowych systemów współdzielenia, zarządzania i ochrony danych, opartych na inteligentnych macierzach dyskowych EMC Symmetrix, Clariion, urządzeniach sieciowych Connectrix, Celerra, Centera.
Rozwiązania EMC to produkty z zakresu SAN, NAS oraz CAS tworzące zintegrowaną infrastrukturę sieciową, umożliwiające zarządzanie przechowywaną informacją, konsolidację macierzy i serwerów.
Przedsiębiorstwo stworzone zostało w 1979 przez Richarda Egana i Rogera Marino, wtedy jeszcze współlokatorów z akademika. Nazwa i logo stylizowane są na słynny wzór podany przez Einsteina E=mc².
Przedsiębiorstwo na całym świecie zatrudniało ponad 40 000 pracowników (dane na wrzesień 2010 r.), swoje fabryki posiadało m.in. w USA, Chinach, Indiach, Singapurze i Irlandii. Jest notowana na nowojorskiej giełdzie papierów wartościowych (NYSE).
Dnia 12 października 2015 firma Dell ogłosiła, że nabywa EMC w transakcji o wysokości 67 miliardów dolarów, co stanowiło rekord kwoty za nabycie innej spółki w branży IT.

## Rozwiązania
- Hardware
  - Macierze dyskowe – EMC CLARiiON, EMC Symmetrix
  - Rozwiązania wieloprotokołowe – EMC Celerra
  - Systemy do archiwizacji danych stałej treści – EMC Centera
  - Wirtualne biblioteki taśmowe – EMC DL
- Software
  - Ochrona z de-duplikacją – EMC Avamar
  - Ochrona i archiwizacja danych: EMC Networker, EMC FastStart, EMC RecoveryPoint
  - Ochrona serwerów i aplikacji serwerowych – EMC HomeBase
  - Replikacje i monitoring aplikacji replikowanych: EMC Autostart, EMC Replistor
  - Monitoring i analiza środowisk IT – EMC Data Protection Advisor
  - Zarządzanie i archiwizacja poczty elektronicznej: EMC DiscExtender, EMC SourceOne
  - Monitoring środowisk sieciowych – EMC Ionix
  - Systemy macierzowej ochrony danych – EMC Data Domain

## Partnerzy EMC
- Partnerzy globalni:

Współpraca na szczeblu międzynarodowym z firmami: Accenture, ACS, Atos Origin, Capgemini, CSC, Deloitte Consulting, EDS, Fujitsu Services, HCL, Perot Systems, Tata Consultancy Services, Unisys czy Wipro.
- Partnerzy technologiczni:

Ważniejsi partnerzy technologiczni to Brocade, Cisco, Dell, HP, IBM, Intel, Microsoft, Novell, Oracle, SAP, Sun Microsystems, VMware.